# Louis-Georges-Erasme de Contades

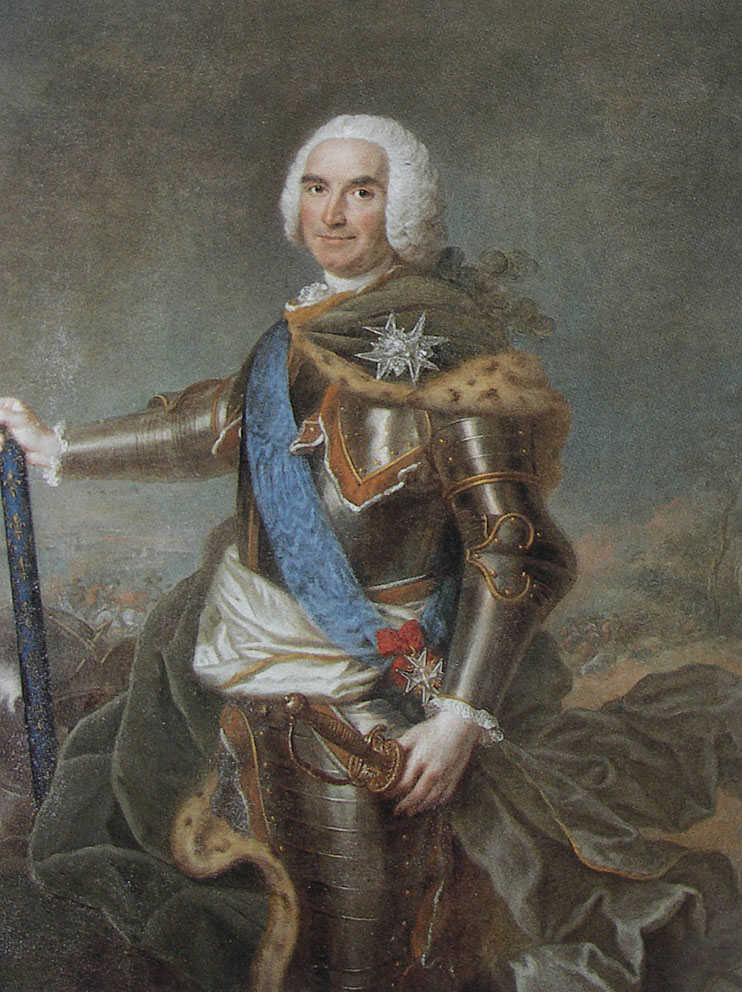
Marquis de Contades (1704–1793)

Louis-Georges-Erasme de Contades (* 2. Oktober 1704 bei Beaufort in Anjou; † 19. Januar 1793 in Livry) war ein französischer Heerführer und Marschall von Frankreich.

## Leben
Er trat 1720 in die französische Armee ein, wurde 1729 zum Capitaine im Régiment des Gardes françaises und am 10. März 1734 zum Colonel im Régiment de Flandre befördert. Am 15. Juni 1734 übernahm er das Régiment d’Auvergne und wurde in der Schlacht bei Parma verwundet.
Am 18. Oktober 1734 wurde er zum Brigadier des armées du roi und am zum Maréchal de camp  befördert. Seine Ernennung zum Lieutenant-général folgte am 1. Mai 1743, die zum Inspecteur général der Infanterie 1745 und die zum Maréchal de France 1758.
1762 wurde er Inhaber des Régiment de Touraine.
Er zeichnete sich in den Kriegen 1733–1748 unter dem Marschall von Sachsen durch Pünktlichkeit, Vorsicht und Wachsamkeit aus und befehligte 1757–1758 im Siebenjährigen Krieg unter d’Estrees und Clermont ein Korps der Armee am Niederrhein.
Nach der Niederlage Clermonts in der Schlacht bei Krefeld wurde er an dessen Stelle 1758 zum Oberbefehlshaber der Armee ernannt. Nachdem es ihm gelungen war, den Herzog Ferdinand von Braunschweig auf das rechte Rheinufer zurückzudrängen, wurde er 1758 zum Marschall ernannt.
1759 erhielt er den Befehl über die gesamte französische Armee in Deutschland. Nach dem Sieg Broglies bei Bergen drang er durch Hessen und Westfalen bis zur Weser vor, verlor aber hier am 1. August die Schlacht bei Minden gegen den Herzog von Braunschweig. Er musste an den Rhein zurückweichen, worauf er im September auf Antrieb Broglies vom Kommando abberufen wurde.